# Suspicious Minds (film)

Suspicious Minds est un film américano-canadien, réalisé par Alain Zaloum et sorti, en 1997,.

## Synopsis
Jack Ramsey est un détective privé dans la veine de Philip Marlowe. Ramsey est engagé pour suivre Isabelle, la belle mais infidèle épouse d'un industriel millionnaire. Alors que Jack travaille sur l'affaire, il est attiré de manière incontrôlable par Isabelle et ils entament une liaison passionnée.

## Fiche technique
- Titre original : Suspicious Minds
- Réalisation : Alain Zaloum
- Scénario : Brenda Newman, Alain Zaloum
- Montage : Bruno Philip
- Musique : Leon Aronson
- Production : Alain Zaloum, Jean Zaloum
- Pays d'origine : États-Unis, Canada
- Format : Couleurs - 35 mm - 1,85:1 - Ultra Stereo
- Genre : Thriller
- Durée : 95 minutes
- Date de sortie : 10 juillet 1997 (Royaume-Uni)

## Distribution
- Patrick Bergin : Jack Ramsey
- Jayne Heitmeyer : Isabelle Whitmore
- Vittorio Rossi : Louis Delvecchio
- Gary Busey : Vic Mulvey
- Daniel Pilon : Richard Whitmore
- Liliana Komorowska : Katherine Whitmore
- Ellen David : Lydia
- Bruce Dinsmore : Kevin Green
- Vanya Rose : Jennifer Reynolds
- Sam Stone : Fred
- Susan Glover : Candy
- Una Kay : Denise